# Mioussynsk
Mioussynsk (en ukrainien : Міусинськ, en russe : Миусинск, Mioussinsk) est une ville minière de l'oblast de Louhansk, en Ukraine. Sa population s'élevait à 4 830 habitants en 2013.

## Géographie
Mioussynsk est située dans le Donbass, en Ukraine, immédiatement au sud de la ville de Khroustalny et à 63 km au sud-ouest de Louhansk. Elle est arrosée par la rivière Mious.

## Administration
La ville de Mioussynsk fait partie de la municipalité de Khroustalny qui comprend également les villes de Khroustalny, Petrovo Krasnosillia et Bokovo Khroustalne, ainsi que huit communes urbaines et onze villages.

## Histoire
C'est en 1887 qu'est fondé le village de Novo Pavlovka qui devient la commune urbaine du même nom en 1938 et enfin la ville de Mioussynsk en 1965. Sa principale activité est l'extraction du charbon.
À partir de la mi-avril 2014, Mioussynsk est sous l'administration de la république populaire de Lougansk et non plus des autorités ukrainiennes.

## Population
| 1939   | 1959   | 1970   | 1979   | 1989   |
| ------ | ------ | ------ | ------ | ------ |
| 5 100* | 6 501* | 9 987* | 8 291* | 7 828* |

| 2001   | 2010  | 2011  | 2012  | 2013  |
| ------ | ----- | ----- | ----- | ----- |
| 6 029* | 5 051 | 4 999 | 4 938 | 4 830 |